# Boulevard de Ménilmontant
Pour les articles homonymes, voir Ménilmontant.
Le boulevard de Ménilmontant est une voie située dans les 11e et 20e arrondissements de Paris, en France.

## Situation et accès

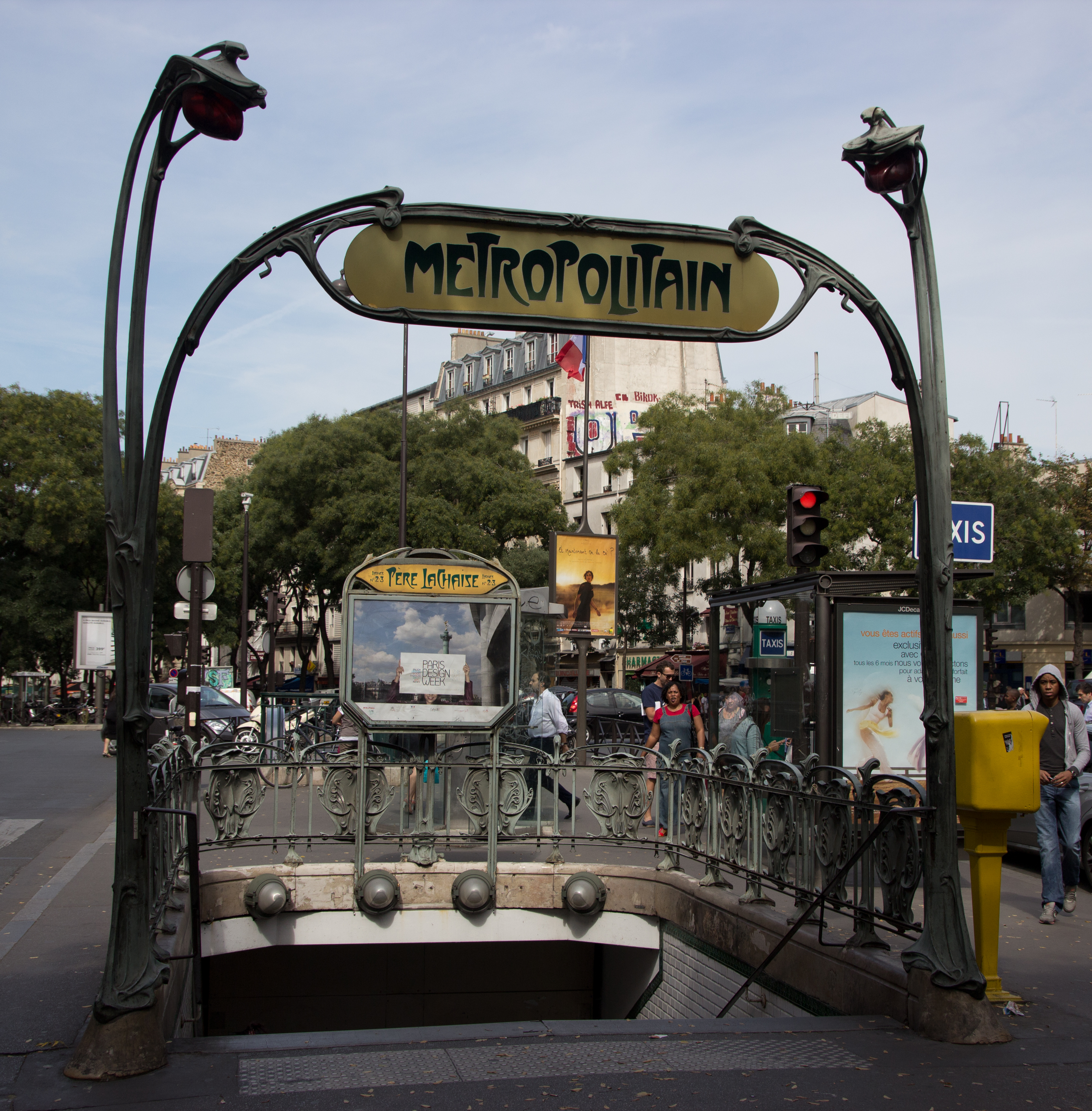
Accès par la station de métro Père-Lachaise.

Long de 1 080 mètres, il commence au 19, rue de Mont-Louis et 1, rue Pierre-Bayle et finit au 162, rue Oberkampf et 2, rue de Ménilmontant.
Le boulevard est desservi, du nord au sud, par la ligne 2 aux stations Ménilmontant, Père Lachaise et Philippe Auguste et par la ligne 3 à la seule station Père Lachaise.

## Origine du nom
Il tient son nom du fait que cette voie longe l'ancien village de Ménilmontant.

## Historique
Anciennement, c'était :
- à l'extérieur de l'ancien mur d'octroi :

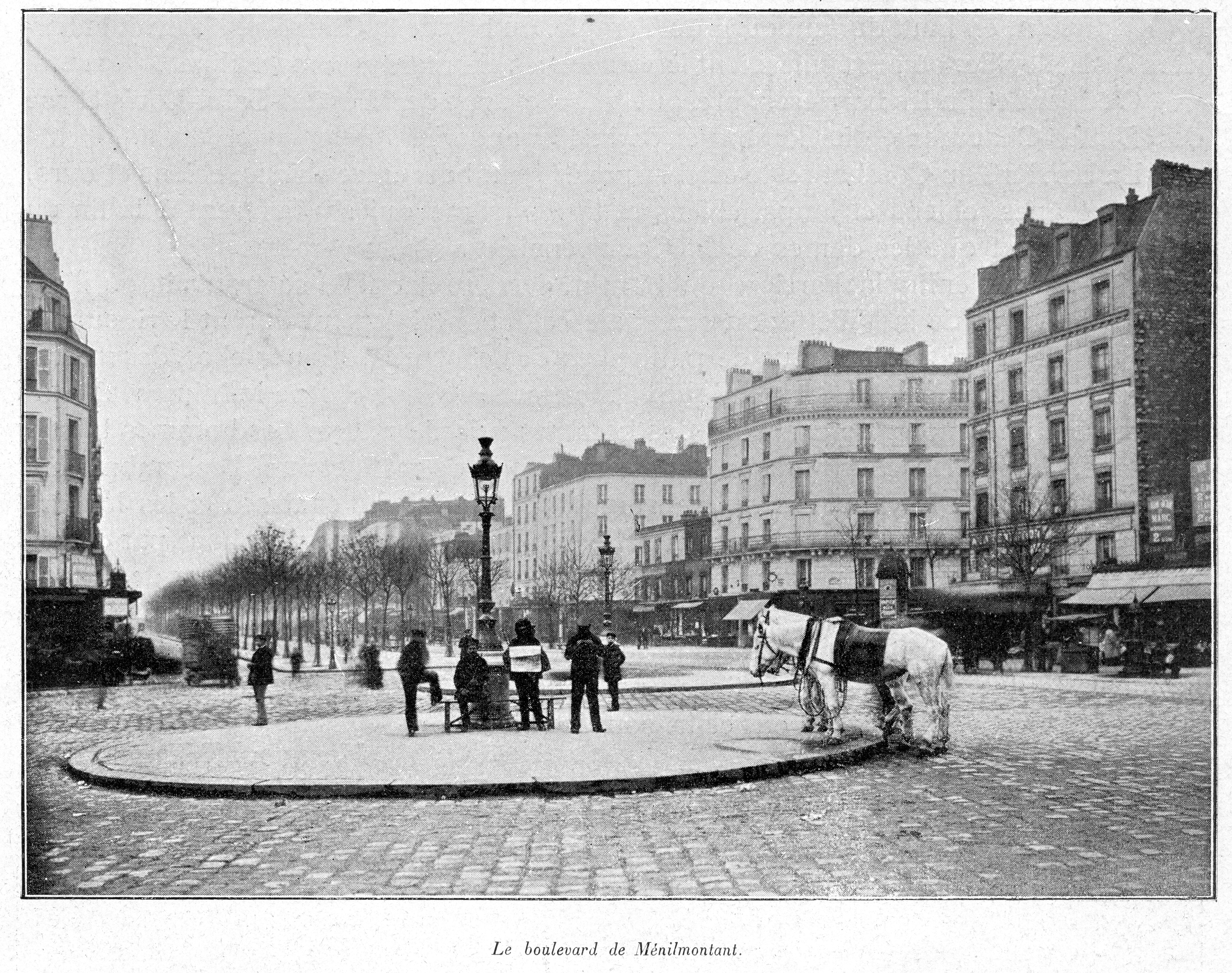
Le boulevard en 1897 (cliché de Clément Maurice).

  - une partie du boulevard de Fontarabie, pour la partie située entre les actuelles rue Pierre-Bayle et rue du Repos ;
  - le boulevard d'Aunay, pour la partie située entre les actuelles rue du Repos et place Auguste-Métivier ;
  - le boulevard des Amandiers, pour la partie située entre les actuelles place Auguste-Métivier et rue de Ménilmontant.
- à l'intérieur de l'ancien mur d'octroi :
  - une partie du chemin de ronde de Fontarabie pour la partie située entre les actuelles rue de Mont-Louis et rue de la Roquette ;
  - le chemin de ronde d'Aunay pour la partie située entre les actuelles rue de la Roquette et rue du Chemin-Vert ;
  - le chemin de ronde des Amandiers pour la partie située entre les actuelles rue du Chemin-Vert et rue Oberkampf ;
  - une partie de la place de la Barrière-de-Ménilmontant située au débouché de la rue Oberkampf.

Le boulevard a été construit à l'emplacement du mur des Fermiers généraux qui marquait jusqu'en 1859 la limite entre la commune de Paris d'un côté (11e arrondissement) et les communes de Belleville et de Charonne (côté 20e arrondissement).
Le boulevard est créé en 1864 sur l'ancien mur des Fermiers généraux.

## Bâtiments remarquables et lieux de mémoire
- No 8 : entrée principale du cimetière du Père-Lachaise, qui borde une section du boulevard. La partie romantique du cimetière a été classée comme site historique par arrêté ministériel du 17 décembre 1962. Une voie de desserte interne du Père-Lachaise, parallèle à son mur d’enceinte sud-ouest qui jouxte le boulevard de Ménilmontant, en référence à sa proximité avec celui-ci est nommée : « avenue du Boulevard ».
- No 55 : adresse de Notre-Dame-du-Perpétuel-Secours. Cette église catholique de style néogothique, ouverte au culte en 1898 et « élevée à l'honneur et à la dignité » de basilique mineure, par décret du pape Paul VI du 25 juin 1966, est construite en retrait du boulevard et séparée de celui-ci par un immeuble dont il faut franchir le porche (orné d’une marquise) et traverser le rez-de-chaussée, avant d’accéder à la basilique.
- No 82 : immeuble où l’anarchiste et poète juif Samuel Schwartzbard est locataire d’une boutique d’horloger et d’un logement, notamment à l’époque où il assassine, le 25 mai 1926 rue Racine à Paris, Simon Petlioura, ancien président en exil de la République populaire ukrainienne.
- No 121 : cité de l'Avenir, voie privée.
- No 138 : façade conservée de la salle de music-hall « Aux Armes de France », puis « Salle Gaffard », puis cinéma « Le Danube Bleu », puis « Le Miami », présentant la mosaïque « Concert du XXe siècle ». Le cinéma est en activité de 1932 à 1961[2].
- Du nord au sud, les terre-pleins du boulevard se nomment successivement place Jean-Ferrat, jardin Jane-Avril, allée Mireille-Knoll, allée Zabel-Essayan, allée Nicole-Girard-Mangin, allée Suzanne-Noël et allée Stefa-Skurnik.
- Le monument aux Parisiens morts durant la Première Guerre mondiale, inauguré le 11 novembre 2018, se situe sur le boulevard, le long du mur d'enceinte du cimetière du Père-Lachaise[3],[4].

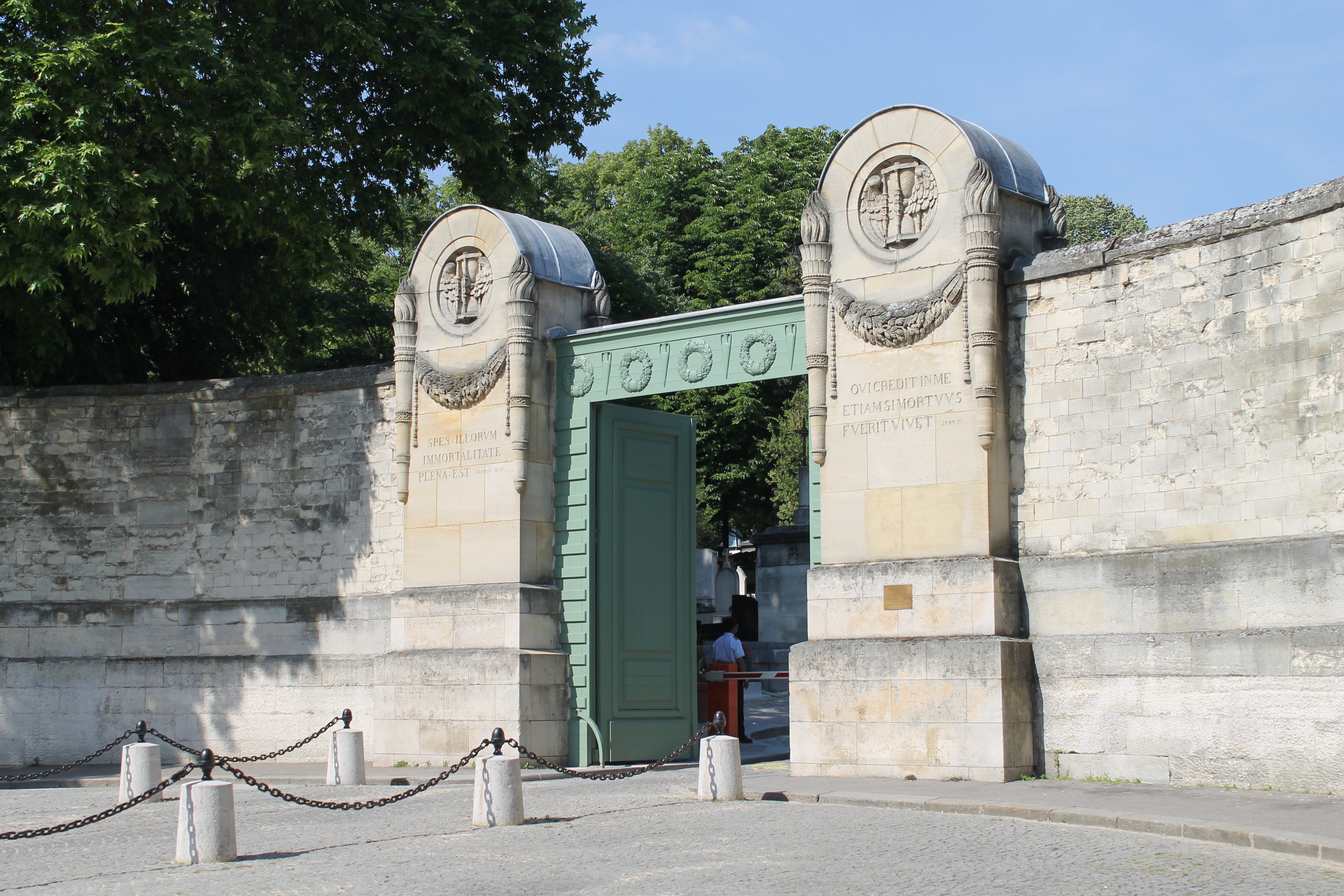
No 8 : entrée principale du cimetière du Père-Lachaise.
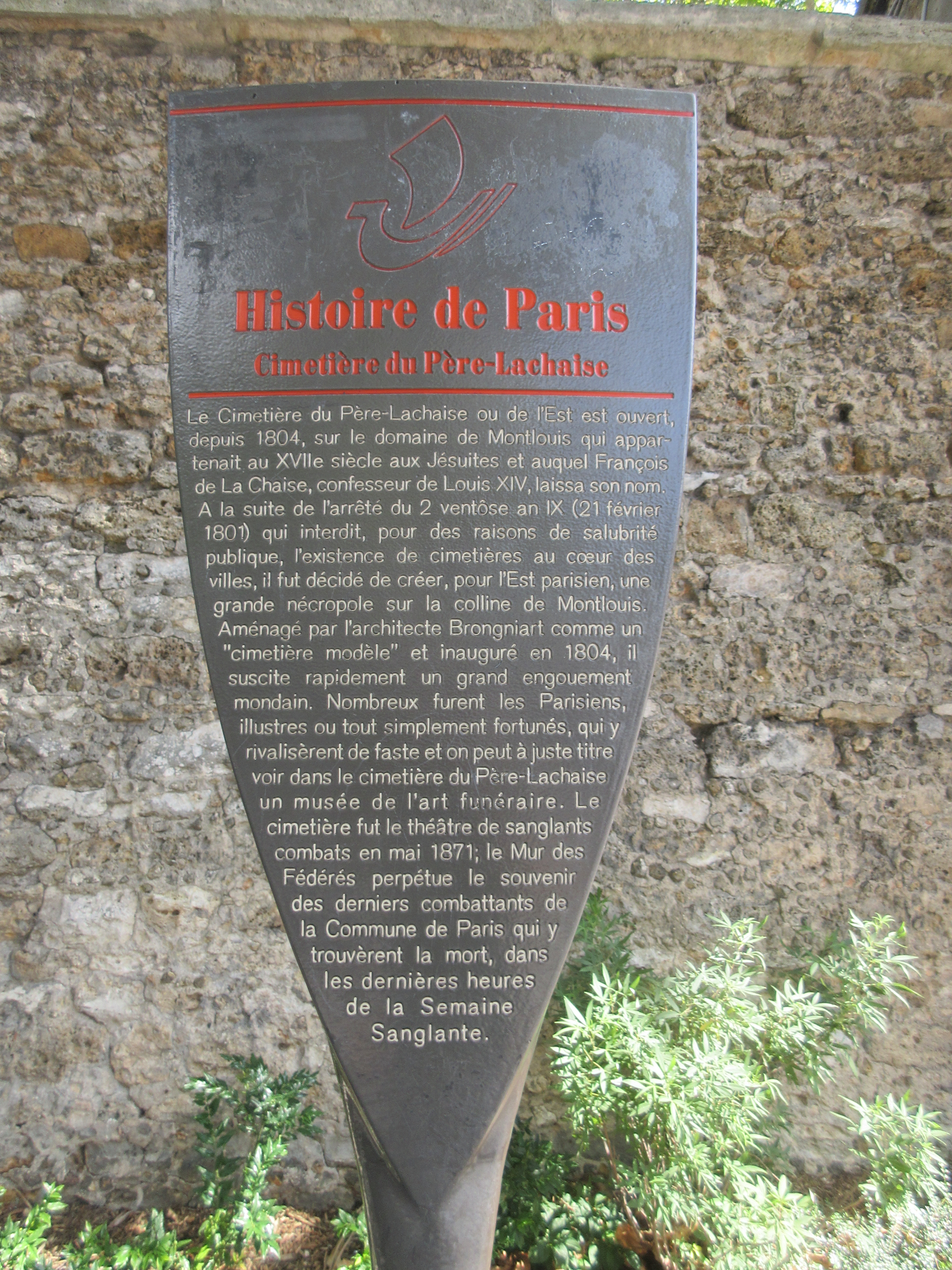
Panneau Histoire de Paris « Cimetière du Père-Lachaise »
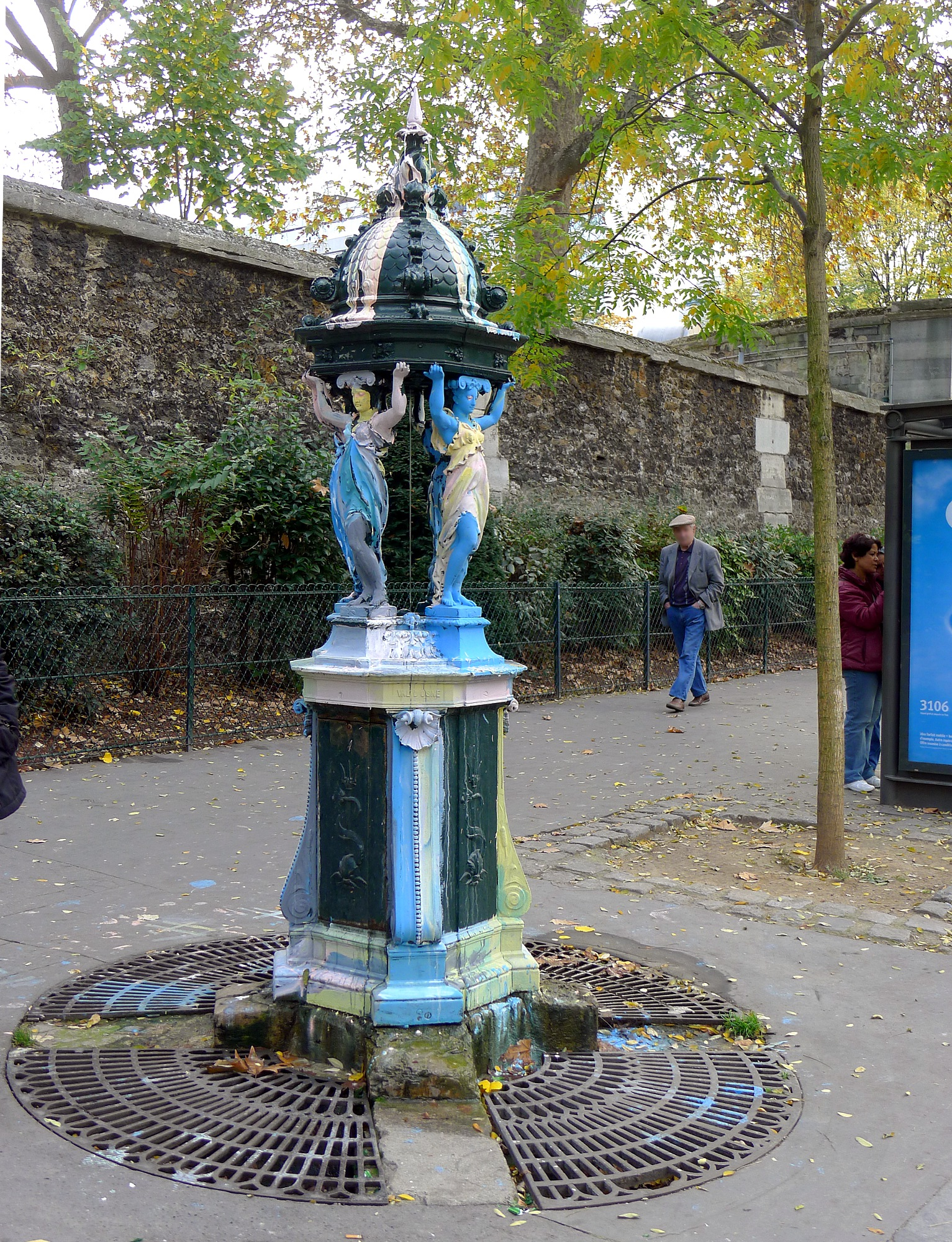
Fontaine Wallace située devant le cimetière du Père-Lachaise.
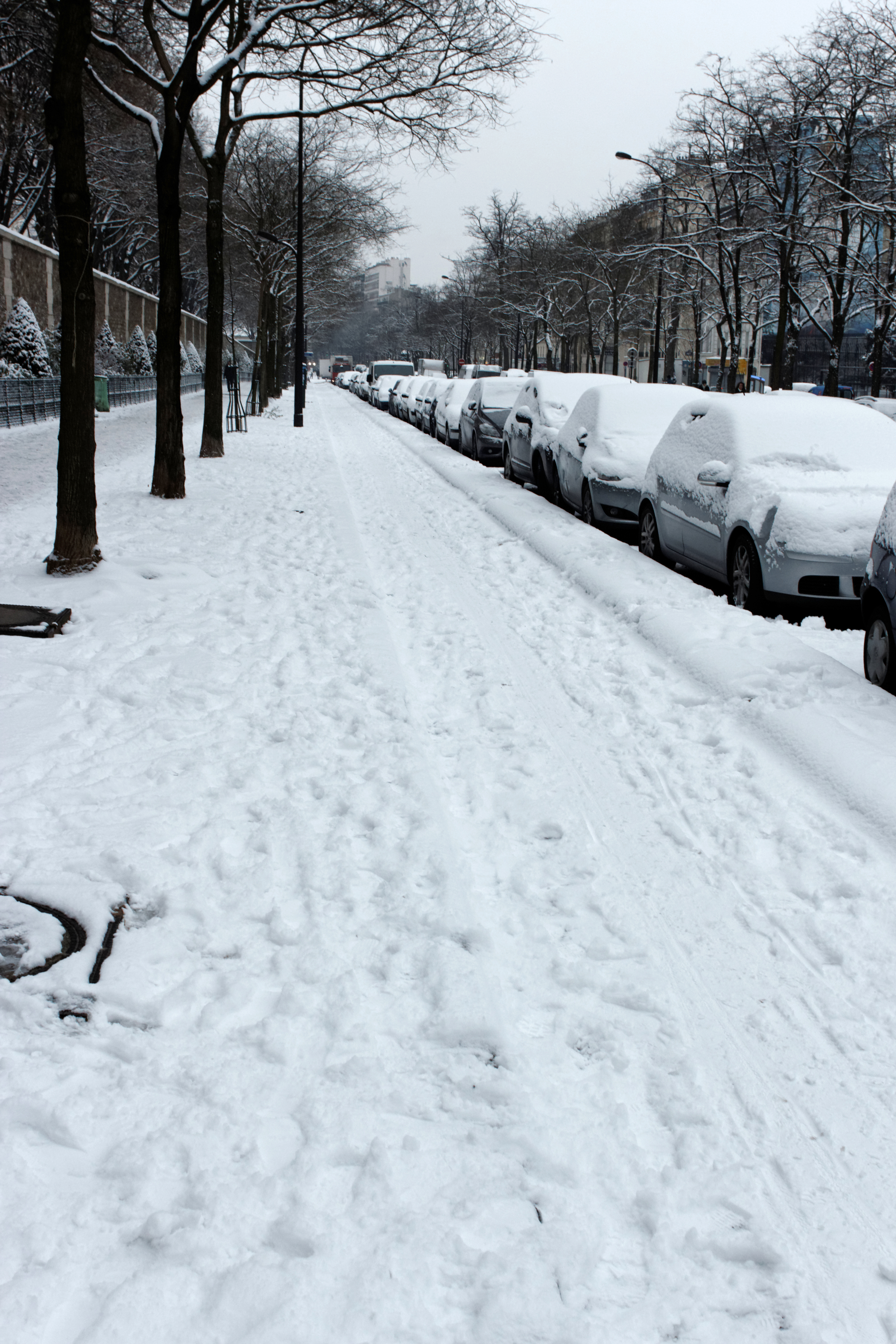
Boulevard de Ménilmontant, piste cyclable sous la neige.
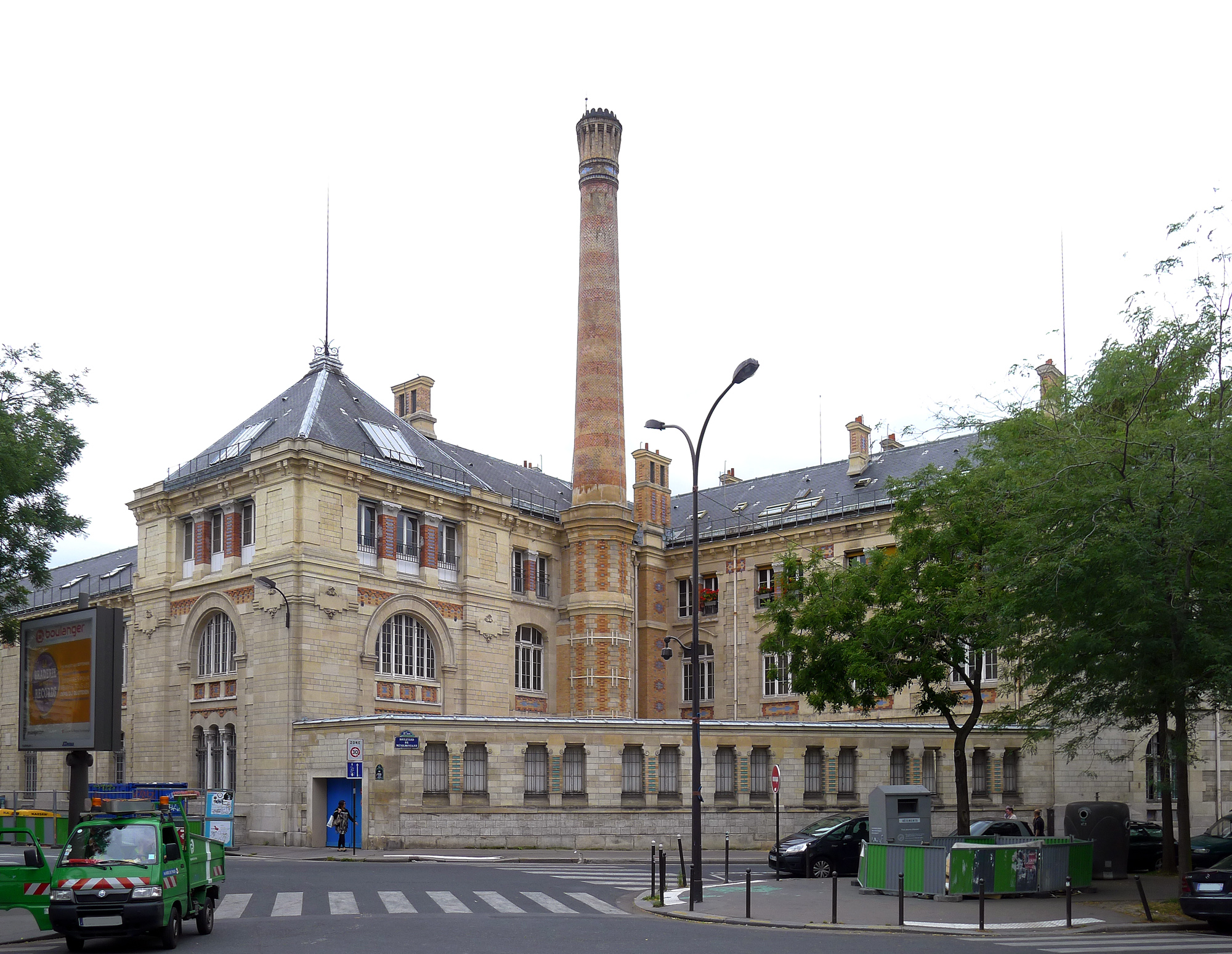
No 83 : bâtiments du lycée Voltaire avec une grande cheminée.
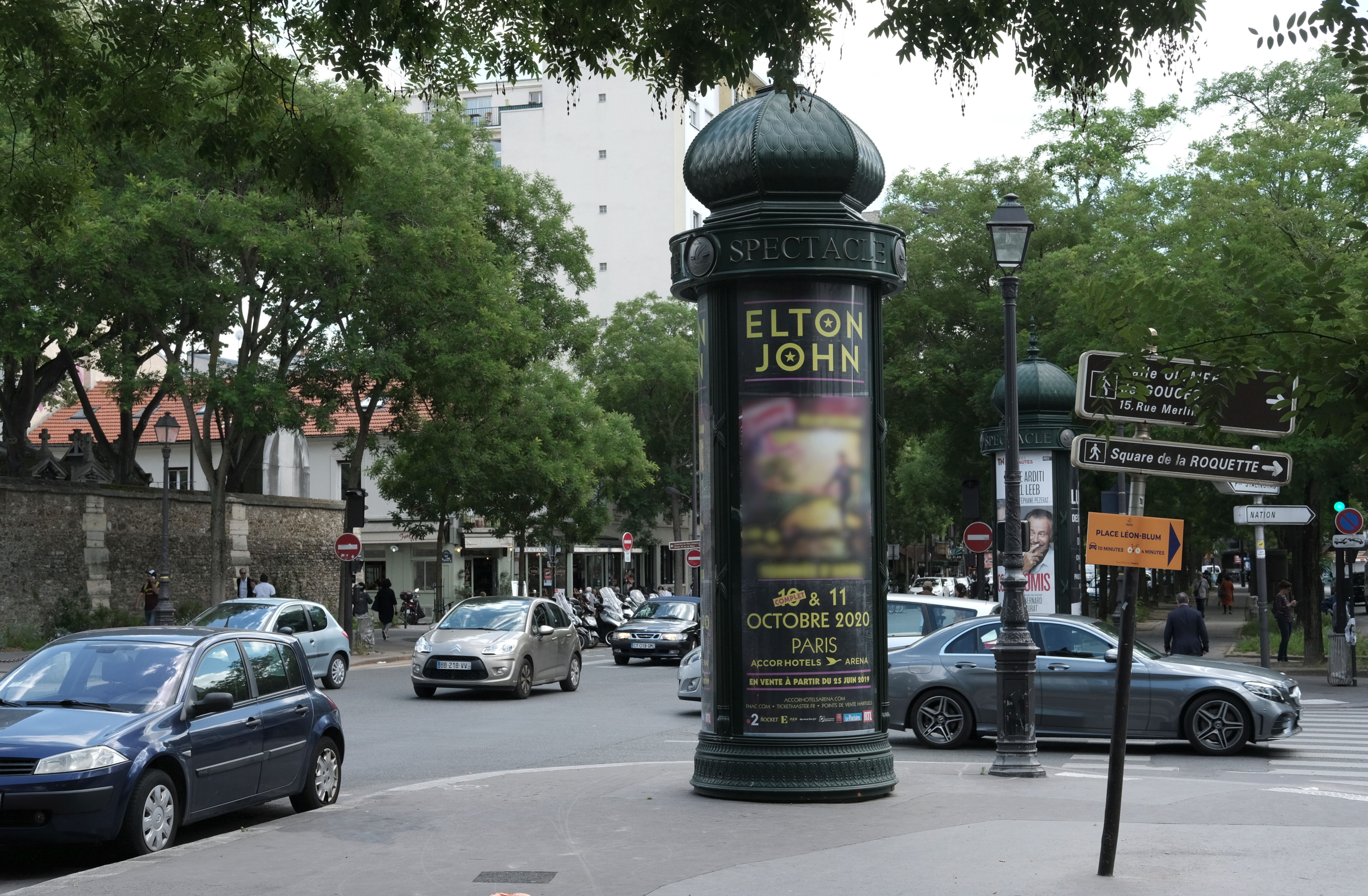
Le terre plein du boulevard avec des colonnes Morris.
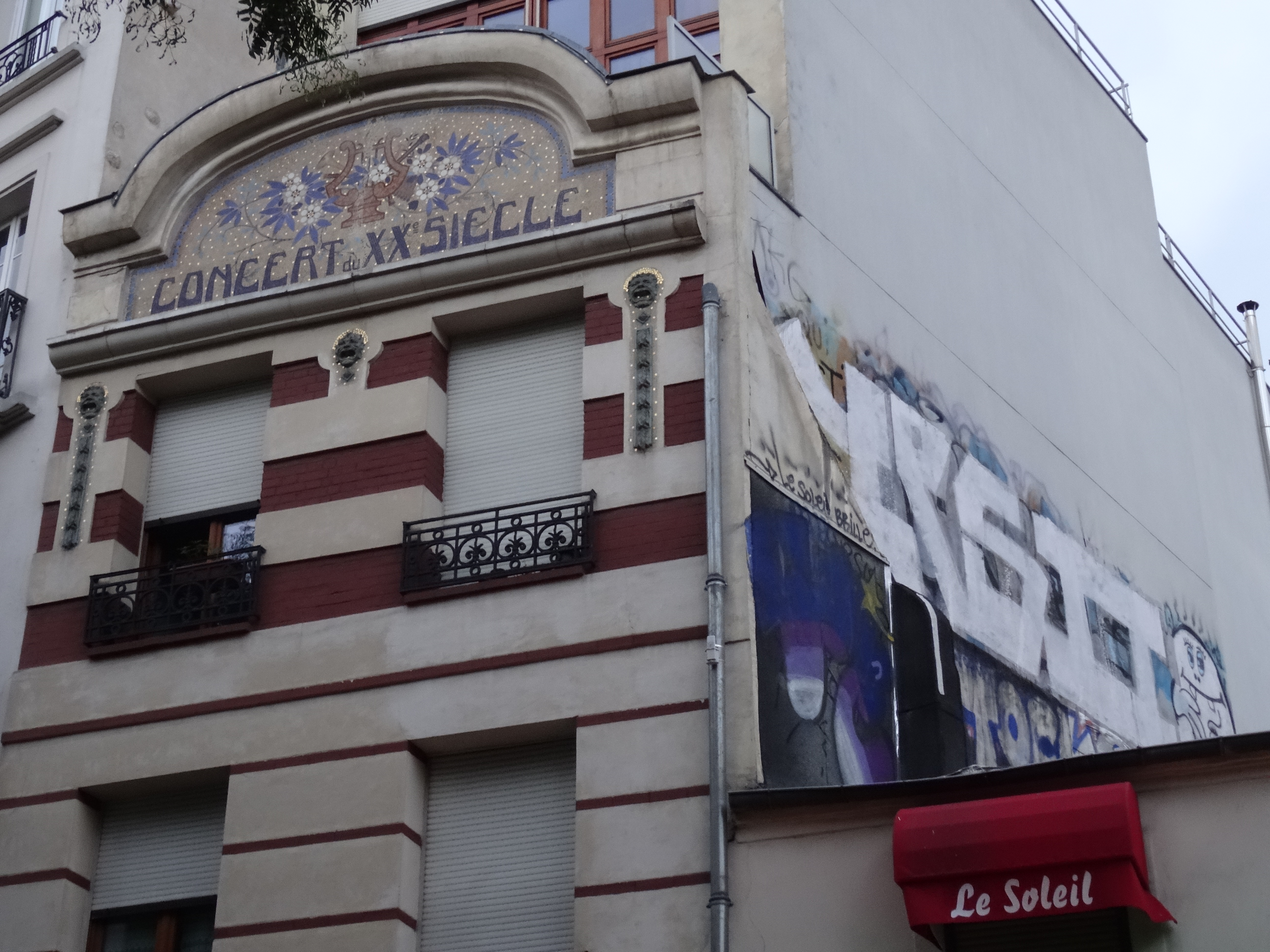
La façade de la Salle Gaffard.